# Chó sục Bedlington
Chó sục Bedlington là một giống chó sục có nguồn gốc từ Anh, chúng có ngoại hình dễ thương với bộ lông và bề ngoài giống như con cừu. Chúng là một giống chó săn tốt, vì lông ngắn, nên chúng có thể sục sạo mọi chỗ. Nguồn gốc của chúng là một loài chó được sử dụng để săn chuột cống và những động vật nhỏ sống trong hang hoặc sống trên mặt đất như cáo, thỏ và lửng. Bedlington đã từng được sử dụng như một sát thủ đối với loài gặm nhấm. Những người đi săn cũng đã sử dụng chúng như những con chó tha mồi. Nó cũng là một con chó trông nhà hay sủa và cảnh giác.

## Tổng quan
Chó sục Bedlington có tên gọi xuất xứ là Rothbury Terrier, sau khi quận Rothbury nằm trên biên giới lãnh thổ của Anh quốc. Những nhà làm móng tay Gypsy (Gypsy nailmakers) ở quận Rothbury đã tự hào về loài chó này như một sát thủ đối với những loài thú như cáo, thỏ và lửng. Khoảng năm 1825, một con chó Rothbury được phối giống với một con chó Bedlington cái, để tạo ra loài chó sục Bedlington. Nhiều người đề cập đến loài chó săn rái cá (Otterhound) và loài chó sục Dandie Dinmont cũng có thể đóng góp nguồn gen trong việc tạo ra loài Bedlington.
Ngày nay, có nhiều nhà nhân giống, đặc biệt là ở Anh, mà sẽ phối giống những con chó sục Bedlington với những con Whippet và Greyhound để tạo ra những con chó có tên gọi Lurcher. Loài Bedlington đã từng được sử dụng như một sát thủ đối với loài gặm nhấm bởi những thợ mỏ ở Bedlington, những người cũng đã sử dụng chúng như những con chó chọi ở trong hang. Loài Bedlington được ra mắt công chúng lần đầu tiên như một loài riêng biệt vào năm 1977. Ngày nay loài Bedlington là một loài chó sống phù hợp với căn hộ.

## Đặc điểm
Nó được mô tả như một con chó với trái tim của một con sư tử và trong diện mạo của một con cừu. Chúng có đầu hình quả lê, tai tam giác và lông xoăn như lông cừu. Với chiếc đầu hình quả lê, hình vòm phía sau gáy và lông xoăn, Bedlington Terrier thực tế trông giống một con cừu non. Bedlington có bộ lông tối mờ dần theo tuổi tác. Giống chó độc đáo này rất thân thiện với trẻ em. Bedlington rất thích được chủ nhân tỉa tót và chăm sóc bộ lông cho chúng. Chúng cũng thích được chạy nhảy khắp nơi. Chúng cũng có thái độ bướng bỉnh và tiếng sủa lớn đến mức nhức tai của chúng.
Đầu thủ tạo nên một đường uốn không gãy khúc từ đỉnh đầu xuống đến mũi. Đôi mắt nhỏ và sâu. Nó có một chiếc đuôi thẳng và cặp chân trước thẳng tắp với bàn chân giống như chân thỏ. Bộ lông kép dày là một sự hỗn hợp của lông tơ mềm và lớp lông cứng bên ngoài cơ thể, màu sắc gồm màu xanh, nâu vàng hoặc màu cát. Loài chó này có thể có những mảng lông vện trên mắt hoặc ở trên những cẳng chân, ngực và phần thân sau. Bedlington có những bước đi đầy tính đàn hồi, đặc biệt khi đi. Bộ lông rụng rất ít và yêu cầu được cắt tỉa đặc biệt vào khoảng 6 tuần một lần. Loài này được coi là chịu đựng tốt với những bệnh về dị ứng.
Đối với con đực cao từ 16 đến 17 inches (41–43 cm), nặng từ 18 đến 23 cân Anh (8–10 kg). Đối với con cái cao từ 15 đến 16 inches (38–41 cm), cũng nặng từ 18 đến 23 cân Anh (8–10 kg). Bedlington có thể gặp những vấn đề về di truyền nghiêm trọng được biết đến như bệnh sỏi thận. Chúng cũng có thể mắc các bệnh di truyền về thận khác, bệnh PRA, những vấn đề về tuyến giáp và bệnh về mắt, như đục thủy tinh thể và bệnh về võng mạc. Tuổi thọ: Hơn 17 năm. Số cún trong một lứa đẻ từ 3 đến 6 cún. Bedlington dũng cảm và năng nổ, với khả năng chạy nhanh.

## Tập tính
Việc nhân giống đã tạo ra một tính cách đáng yêu và thân thiện hơn đối với loài Bedlington ngày nay. Với tính cách thích đùa nghịch và vui nhộn, loài Bedlington Terrier sẽ yêu quý trẻ nhỏ và khá thân thiện với người lạ. Chúng trung thành, hiếu động và mạnh mẽ. Loài này cần học cách yêu quý những con mèo và những vật nuôi khác trong gia đình, nhưng giữ chúng tránh xa những con vật mà muốn lấn át chúng, bởi vì khi bị thách thức chúng sẽ là những đấu thủ đáng gờm, mặc dù có bộ dạng khá thanh lịch. 

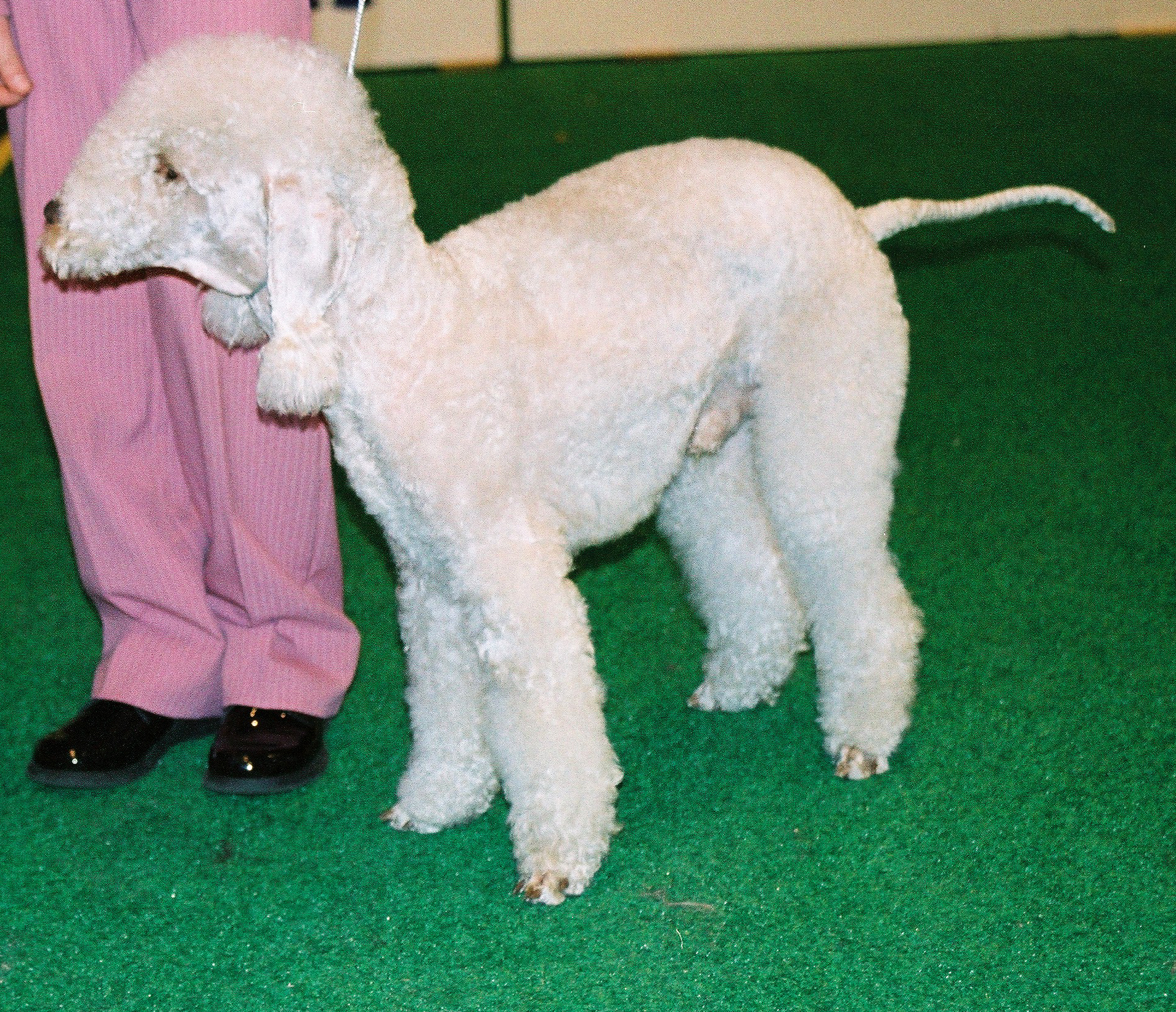
Một con chó sục trong cuộc thi

Những con Bedlington thích sủa, và cần được chủ nhắc nhở là đủ rồi không được sủa nữa, nếu không nó sẽ sủa nhiều. Chúng có thể bị căng thẳng nếu không được vận động đầy đủ về thể chất và tinh thần. Chỉ nên để cho nó thoải mái quanh khu vực gần nhà. Giống như loài Whippet, nó khá nhanh nhẹn và yêu thích rượt đuổi. Chúng sẽ sống thoải mái trong căn hộ nếu được vận động đầy đủ. Chúng khá là hiếu động trong nhà và sẽ thoải mái mà không cần chơi ngoài sân vườn nữa. Những con chó hiếu động này cần vận động nhiều và, như những loài chó sục khác, sẽ cảm thấy buồn chán và phá phách nếu không được vận động. Chúng cần có một chuyến đi dạo dài hàng ngày.
Bộ lông được cắt tỉa mỏng và sát vào cơ thể làm nổi bật rõ hình dáng của cơ thể. Cắt tỉa bớt lông ở tai chỉ để lại một chút lông ở trên đỉnh tai. Ở trên những cẳng chân, lông được để dài hơn một chút. Chải lông cho chúng thường xuyên và làm sạch bên trong tai. Mặc dù tắm thường xuyên sẽ không làm khô da như đối với nhiều loài chó khác, nhưng việc tắm thường xuyên sẽ làm bộ lông của chúng bị duỗi thẳng, nhìn sẽ không phù hợp với hình dáng của loài này. Những con đực cần được chăm sóc với mức độ cao hơn so với những con cái.